# Musa Ahmad
Musa Nadeem Ahmad (* 10. Dezember 1997 in Lahore, Pakistan) ist ein niederländischer Cricketspieler, der seit 2021 für die niederländischen Nationalmannschaft spielt.

## Kindheit und Ausbildung
Ahmed hat einen Bruder, Shariz Ahmad, der ebenfalls für die niederländische Nationalmannschaft spielt.

## Aktive Karriere
Sein Debüt in der Nationalmannschaft gab er bei der Tour gegen Irland im Juni 2021. Ab dem folgenden Jahr spielte er regelmäßiger im Nationalteam und erzielte beim Besuch der West Indies im Sommer 2022 42 Runs. Im April 2023 gelang ihm in Südafrika sein erstes Fifty über 61 Runs.